# Флора Добропільського району
Флора Добропільського району

## Опис
Згідно геоботанічного районування екосистема Добропільського району відноситься до Приазовсько-Чорноморської степової провінції, смуги різнотравно-типчаково-ковилевих степів Донецького округу, Слов'яно-Артемівського району різнотравно-типчаково-ковилових степів.
Ліси і лісосмуги і чагарники займають лише 4% території. Унікальним явищем є Криворізький ліс, посаджений в степу  ще до революції 1917 року. Серед дерев переважають дуб, ясень, клен, біла акація, тополя, верба,  горобина, калина, шипшина, бузина глід.
В межах Добропільського району мешкає більше 300 видів рослин переважна більшість яких представлено степовими видами. Добропільський район має високий потенціал для розширення природно-заповідного фонду України. Це один з найбагатших районів Донецької області по біологічному різноманіттю. На території району вже створене 5 об'єктів ПФЗ: Балка Грузька (18 га), Гектова Балка (250 га.), Никанорівський ліс (39 га.), Кучерів Яр (12 га), і заповідне урочище Брандушка (1 га). Площа заказника Гектова балка була збільшена з 40 до 250 га в 2013 році завдяки зусиллям Київського еколого-культурного центра. Також Київським еколого-культурним центром і Київським Національним Університетом ім. Т. Шевченка підготовлені наукові обґрунтування для розширення заказників Балка Грузьке з 18 до 329,6 га і перетворення урочища Брандушка площею 1 га в заказник Брандушкін Яр площею 230 га. Цими ж закладами підготовлені наукові обґрунтування для створення нових ПФЗ заказників Тенистий Яр (83 га), Золотий Байрак (166 га), Баранцева Яр (52 га), Малиновий степ (21,5 га) та Заплава р. Бик (288 га).

## Причини деградації рослинного покриву
- У Добропільському районі основною причиною знищення степу є орне землеробство, яке викликає деградацію ґрунтового і рослинного покриву.
- Другою величезною проблемою є заліснення степу .
- Третьою причиною є пали, штучні пожежі.

## Рідкісна охоронювана флора району
- Ковила Лессінга
- Ковила дніпровська
- Ковила волосиста
- Ковила пірчаста
- Ковила найкрасивіша
- Типчак
- Стоколос безостий
- Шафран сітчастий
- Тюльпан дібровний
- Цибуля круглонога
- Мигдаль степовий
- Карагана дерев'яниста
- В'язіль барвистий
- Горошок мишачий
- Астрагал еспарцетний
- Люцерна румунська
- Чина бульбиста
- Буркун лікарський
- Дрік донський
- Вероника  степова
- Дивина австрійська
- Льон вузьколистий
- Ряст ущільнений
- Оман високий
- Цмин пісковий
- Проліска сибірська
- Гіацинтик блідий